# María Corina Machado
María Corina Machado Parisca (sinh ngày 7 tháng 10 năm 1967, đôi khi được gọi tắt là MCM) là một chính trị gia Venezuela, từng là một thành viên được bầu của Quốc hội Venezuela từ năm 2011 đến 2014. Bà là ứng cử viên cho Tổng thống Venezuela trong cuộc bầu cử năm 2012 và đã nói rằng bà sẽ tái tranh cử vào năm 2019 nếu Tổng thống lâm thời Juan Guaidó kêu gọi bầu cử.
Trong các cuộc biểu tình ở Venezuela năm 2014, Machado là một trong những nhân vật chính trong việc tổ chức các cuộc biểu tình chống lại chính phủ của Nicolás Maduro.
Machado là người sáng lập và cựu lãnh đạo  của tổ chức dân sự tình nguyện Venezuela Súmate, cùng với Alejandro Plaz. Cô bị buộc tội (cùng với các đại diện Súmate khác) với âm mưu gây quỹ mà Súmate nhận được từ Tổ chức Dân chủ Quốc gia (NED), gây ra sự lên án của chính quyền của Tổng thống Venezuela Hugo Chávez từ các nhóm nhân quyền được NED hỗ trợ. Phiên tòa này đã bị đình chỉ vào tháng 2 năm 2006 do vi phạm quy trình pháp lý của thẩm phán phiên tòa và đã bị hoãn nhiều lần theo Tổ chức Theo dõi Nhân quyền.

## Tuổi thơ và giáo dục ban đầu
Machado sinh ngày 7 tháng 10 năm 1967  là người con cả trong ba người em khác của cô. Cô là con gái của Enrique Machado, một doanh nhân kinh doanh thép và Corina Parisca, một nhà tâm lý học. Cô thừa nhận "tuổi thơ được bao bọc ít tiếp xúc với thực tế" trong một "gia đình Công giáo bảo thủ, trung thành", bao gồm giáo dục tại một trường tư ở Venezuela tên là Học viện Merici và các trường nội trú ở Mỹ và một số chuyến đi ở Châu Âu. Tổ tiên của cô bao gồm tác giả của Venezuela Heroica cổ điển năm 1881 và một người họ hàng đã bị giết trong một cuộc nổi dậy chống lại nhà độc tài Venezuela Juan Vicente Gómez.
Machado có bằng kỹ sư công nghiệp tại Đại học Công giáo Andrés Bello và bằng thạc sĩ tài chính tại Học viện Estuto de Estudios Superiores de Ad quảnración (IESA, trường kinh doanh) ở Caracas.